# ألبرت هاسلر
ألبرت هاسلر (بالفرنسية: Albert Hassler) هو متزلج سريع فرنسي، ولد في 2 نوفمبر 1903 في شاموني في فرنسا، وتوفي بنفس المكان في 22 سبتمبر 1994.

## وصلات خارجية
- ألبرت هاسلر على موقع EliteProspects.com (الإنجليزية)
- ألبرت هاسلر على موقع Eurohockey.com (الإنجليزية)
- ألبرت هاسلر على موقع SpeedSkatingBase.eu (الإنجليزية)
- ألبرت هاسلر على موقع SpeedSkatingNews.info (الإنجليزية)
- ألبرت هاسلر على موقع SpeedSkatingStats.com (الإنجليزية)
- ألبرت هاسلر على موقع اللجنة الأولمبية الدولية (الإنجليزية)
- ألبرت هاسلر على موقع أوليمبيديا (الإنجليزية)